# جون أ. ريد جونيور
جون أ. ريد جونيور (بالإنجليزية: John A. Reed, Jr.)‏ هو قاضي ومحامي أمريكي، ولد في 29 يونيو 1931 في واشنطن العاصمة في الولايات المتحدة، وتوفي في 19 فبراير 2015 في بريفارد في الولايات المتحدة.